# Sakai Blazers 2019-2020
Questa voce raccoglie le informazioni riguardanti i Sakai Blazers nella stagione 2019-2020.

## Stagione
I Sakai Blazers partecipano alla stagione 2019-20 senza alcuna denominazione sponsorizzata.
In seguito alla cancellazione della Coppa dell'Imperatore e del Torneo Kurowashiki a causa della pandemia di COVID-19 in Giappone, partecipano alla sola V.League Division 1, dove si classificano al quinto posto in regular season, venendo poi sconfitti agli ottavi di finale dei play-off scudetto dai Suntory Sunbirds, terminando il torneo al quinto posto.

## Organigramma societario
Area direttiva
- Presidente: Shinya Chiba

Area tecnica
- Allenatore: Gordon Mayforth
- Assistente allenatore: Toru Uesugi, Tomohiko Sakanashi

## Rosa
| N° | Nome                | Ruolo | Data di nascita  | Nazionalità sportiva |
| -- | ------------------- | ----- | ---------------- | -------------------- |
| 1  | Yoshihiko Matsumoto | C     | 7 gennaio 1981   | Giappone             |
| 2  | Yūki Higuchi        | S     | 27 aprile 1996   | Giappone             |
| 3  | Takato Miyahara     | O     | 15 luglio 1995   | Giappone             |
| 4  | Naoya Takano        | S     | 3 aprile 1993    | Giappone             |
| 5  | Tomohiro Horie      | L     | 23 giugno 1997   | Giappone             |
| 6  | Takaya Yamazaki     | C     | 11 aprile 1995   | Giappone             |
| 7  | Takashi Dekita      | C     | 13 agosto 1991   | Giappone             |
| 8  | Shō Sagawa          | P     | 11 febbraio 1991 | Giappone             |
| 9  | Maurice Torres      | O     | 6 luglio 1991    | Porto Rico           |
| 10 | Shunsuke Chijiki    | S     | 6 settembre 1989 | Giappone             |
| 11 | Masahiro Sekita     | P     | 20 novembre 1993 | Giappone             |
| 12 | Yuki Koike          | L     | 4 aprile 1995    | Giappone             |
| 14 | Shohei Yamaguchi    | P     | 21 luglio 1994   | Giappone             |
| 16 | Ryōsuke Imadomi     | L     | 22 ottobre 1993  | Giappone             |
| 20 | Tomohiro Yamamoto   | L     | 5 novembre 1994  | Giappone             |
| 21 | Yutaro Takemoto     | C     | 21 febbraio 1995 | Giappone             |
| 23 | Yukiya Uno          | S     | 28 giugno 1996   | Giappone             |

## Statistiche

### Statistiche di squadra
| Competizione        | Punti | In casa | In casa | In casa | In trasferta | In trasferta | In trasferta | Totale | Totale | Totale |
| Competizione        | Punti | G       | V       | P       | G            | V            | P            | G      | V      | P      |
| ------------------- | ----- | ------- | ------- | ------- | ------------ | ------------ | ------------ | ------ | ------ | ------ |
| V.League Division 1 | 44    | ?       | ?       | ?       | ?            | ?            | ?            | 28     | 15     | 13     |
| Totale              | -     | ?       | ?       | ?       | ?            | ?            | ?            | 28     | 15     | 13     |

G = partite giocate; V = partite vinte; P = partite perse

### Statistiche dei giocatori
| Giocatore    | V.League Division 1 | V.League Division 1 | V.League Division 1 | V.League Division 1 | V.League Division 1 | Totale | Totale | Totale | Totale | Totale |
| Giocatore    | P                   | PT                  | AV                  | MV                  | BV                  | P      | PT     | AV     | MV     | BV     |
| ------------ | ------------------- | ------------------- | ------------------- | ------------------- | ------------------- | ------ | ------ | ------ | ------ | ------ |
| S. Chijiki   | 25                  | 236                 | 212                 | 16                  | 8                   | 25     | 236    | 212    | 16     | 8      |
| T. Dekita    | 28                  | 216                 | 145                 | 66                  | 5                   | 28     | 216    | 145    | 66     | 5      |
| Y. Higuchi   | 24                  | 255                 | 211                 | 30                  | 14                  | 24     | 255    | 211    | 30     | 14     |
| T. Horie     | 2                   | 0                   | 0                   | 0                   | 0                   | 2      | 0      | 0      | 0      | 0      |
| R. Imadomi   | 28                  | 0                   | 0                   | 0                   | 0                   | 28     | 0      | 0      | 0      | 0      |
| Y. Koike     | 28                  | 41                  | 31                  | 2                   | 8                   | 28     | 41     | 31     | 2      | 8      |
| Y. Matsumoto | 27                  | 124                 | 96                  | 24                  | 4                   | 27     | 124    | 96     | 24     | 4      |
| T. Miyahara  | 20                  | 33                  | 26                  | 5                   | 2                   | 20     | 33     | 26     | 5      | 2      |
| S. Sagawa    | 28                  | 6                   | 0                   | 3                   | 3                   | 28     | 6      | 0      | 3      | 3      |
| M. Sekita    | 27                  | 45                  | 12                  | 18                  | 15                  | 27     | 45     | 12     | 18     | 15     |
| N. Takano    | 25                  | 159                 | 128                 | 19                  | 12                  | 25     | 159    | 128    | 19     | 12     |
| Y. Takemoto  | 18                  | 54                  | 37                  | 16                  | 1                   | 18     | 54     | 37     | 16     | 1      |
| M. Torres    | 24                  | 505                 | 454                 | 34                  | 17                  | 24     | 505    | 454    | 34     | 17     |
| Y. Uno       | 17                  | 29                  | 26                  | 2                   | 1                   | 17     | 29     | 26     | 2      | 1      |
| S. Yamaguchi | 26                  | 4                   | 0                   | 4                   | 0                   | 26     | 4      | 0      | 4      | 0      |
| T. Yamamoto  | 28                  | 0                   | 0                   | 0                   | 0                   | 28     | 0      | 0      | 0      | 0      |
| T. Yamazaki  | 17                  | 19                  | 16                  | 2                   | 1                   | 17     | 19     | 16     | 2      | 1      |

P = presenze; PT = punti totali; AV = attacchi vincenti; MV = muri vincenti; BV = battute vincenti